# Estación Kōshinzuka
La  estación Kōshinzuka (庚申塚停留場 Kōshinzuka-teiryūjō?) de la línea Toden Arakawa, pertenece al único sistema de tranvías de la empresa estatal Toei, y está ubicada en el barrio especial de Toshima, en la prefectura de Tokio, Japón. En diciembre de 2008 la estación fue renovada para tener el aspecto que tenía en 1955

## Sitios de interés
- Distrito comercial de Sugamo, anteriormente parte del Nakasendō
- Santuario de Sarutahiko Ōkami
- Sucursal del Johoku Shinkin Bank
- Residencia de personas mayores Jardín del crisantemo fragante (菊かおる園)
- Templo Myōhō-ji
- Hospital de Sugamo
- Escuela secundaria femenina de Sugamo
- Escuela primaria de Nishisugamo
- Universidad Taisho
- Residencias de la Universidad de Tokio

## Imágenes

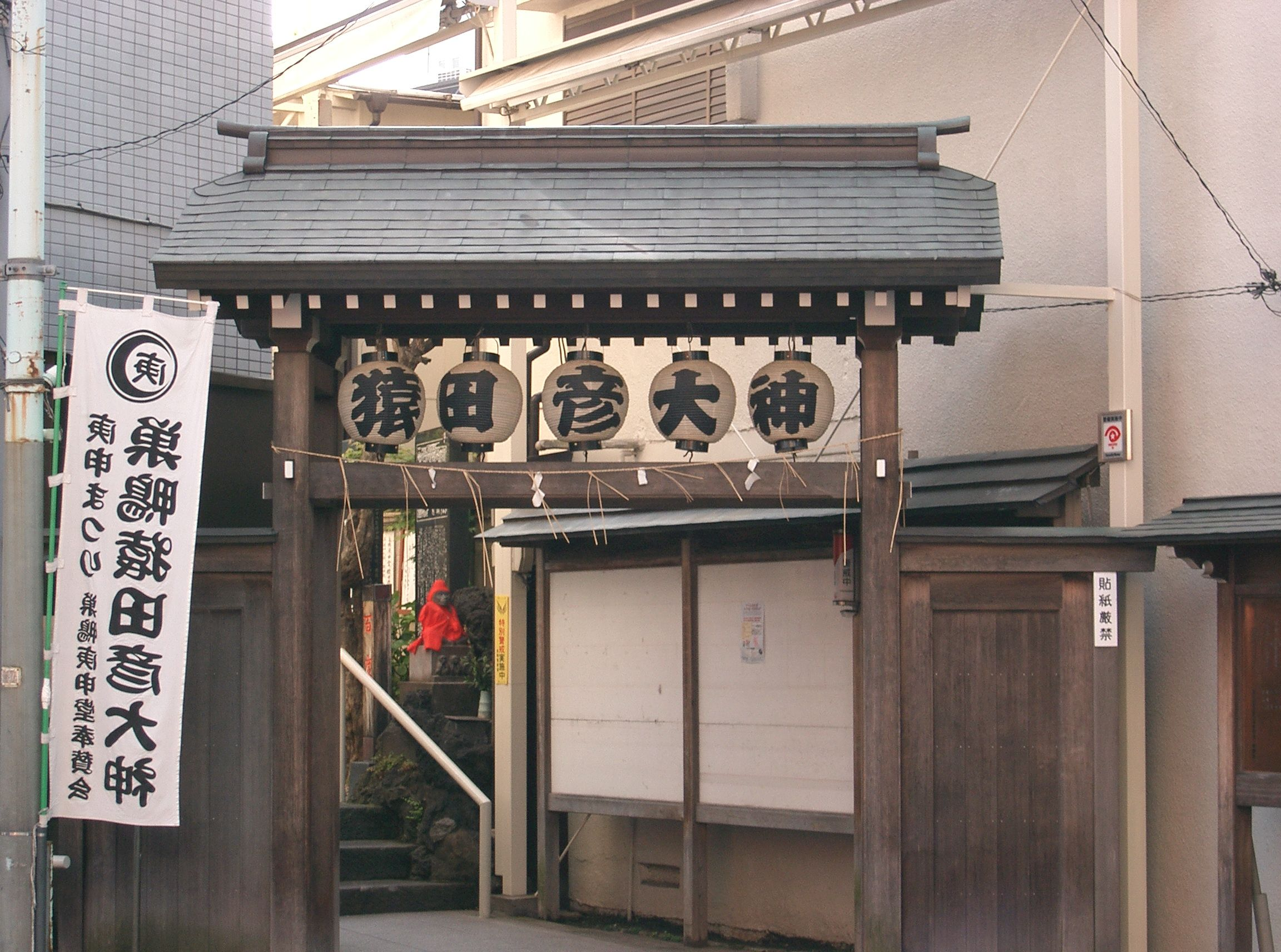
Santuario de Sarutahiko Ōkami
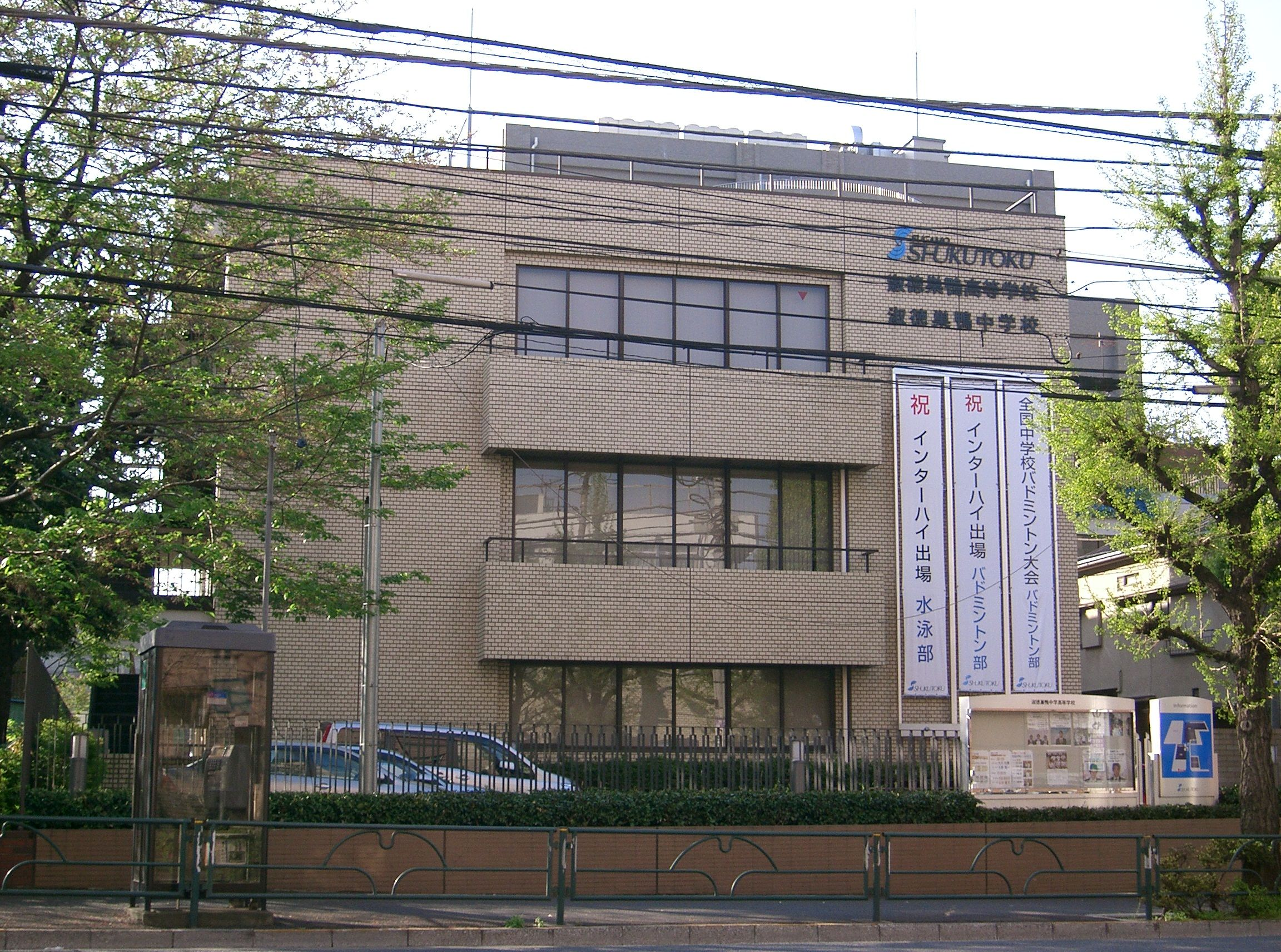
Escuela secundaria femenina de Sugamo
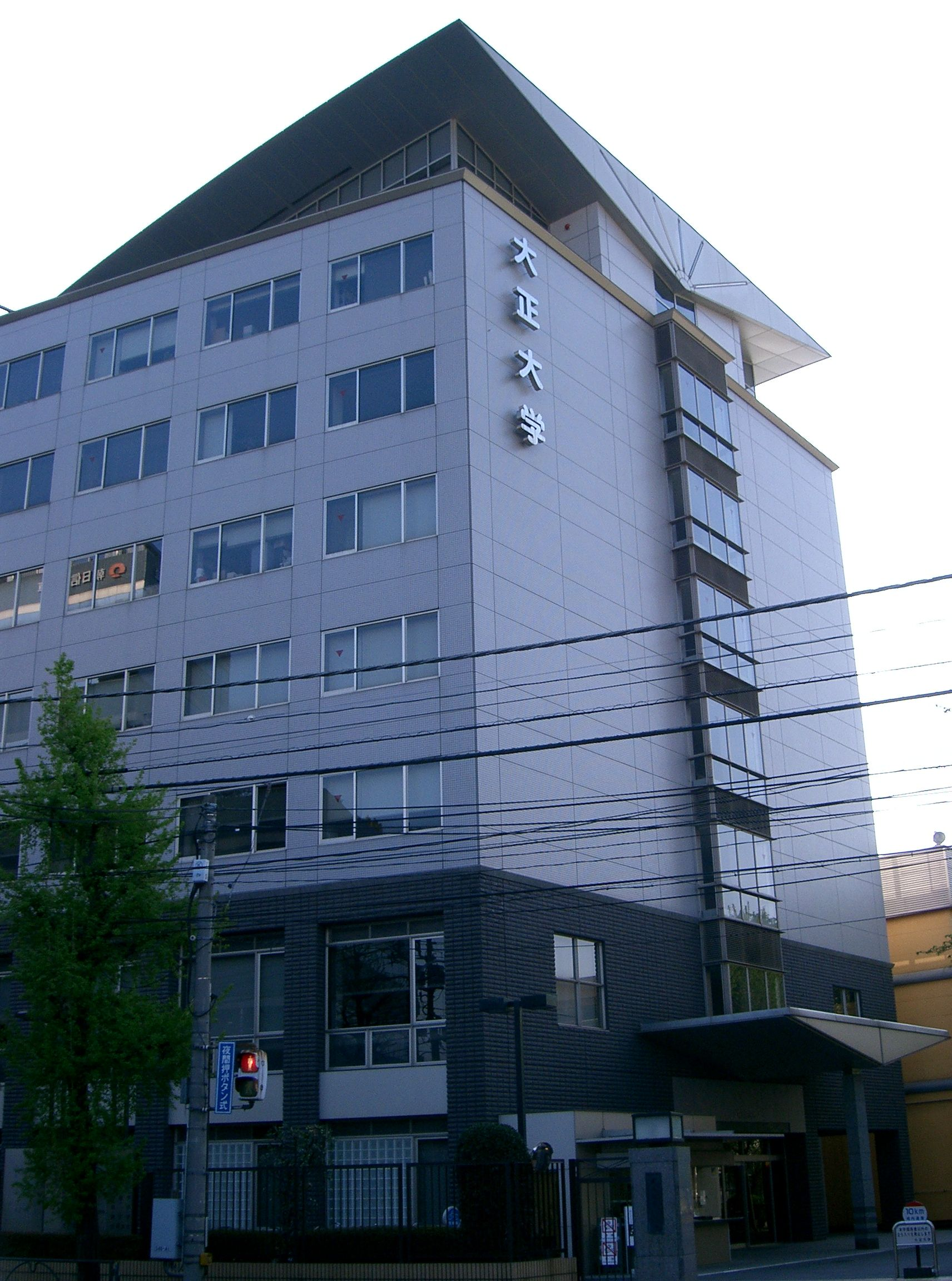
Universidad Taisho
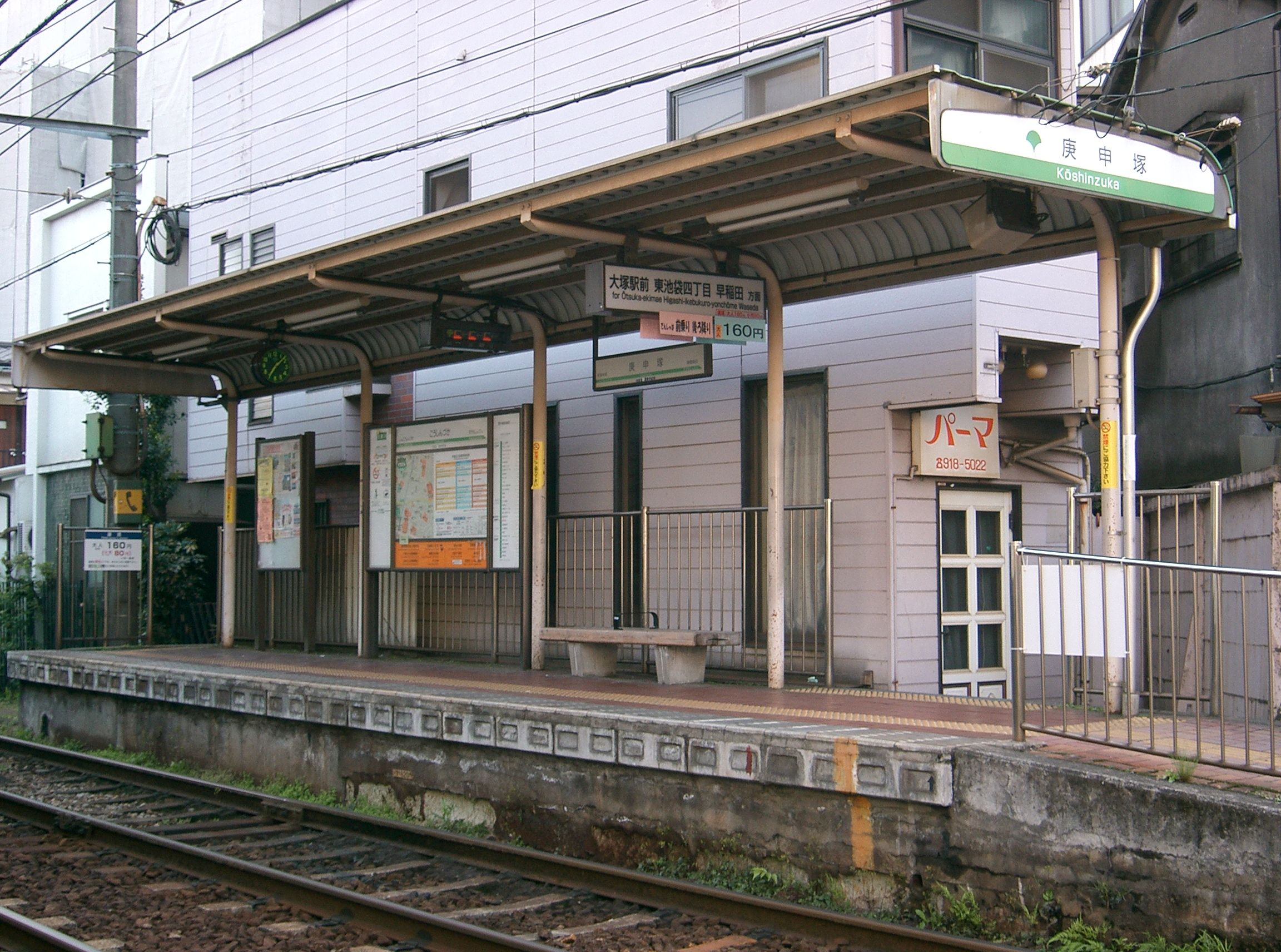
Antes de su renovación en 2008